# プリンシパルステークス
プリンシパルステークスは、日本の日本中央競馬会（JRA）が東京競馬場で施行する中央競馬のリステッド競走である。競走名は英語で主役を意味する「Principal」から。

## 概要
1996年の番組改編に伴い、それまで東京優駿（日本ダービー）へのトライアル競走の役割を担っていたNHK杯が廃止され、GI競走NHKマイルカップが新設された。これに伴い、新たなダービートライアルとして東京競馬場・芝2200mのオープン特別競走プリンシパルステークスが新設された。設立当時は2着以内の牡馬・牝馬に東京優駿への優先出走権が与えられた。
その後2003年に施行距離を芝2000mに変更、さらに負担重量を馬齢に変更した。また、2010年にはローテーションの多様化を理由として優先出走権の付与が1着のみに変更された。また2013年からは混合競走に指定され外国産馬の出走も可能になる。2019年からは国際競走及びリステッド競走に指定された。
出走資格は、3歳（旧4歳）限定のJRA所属馬、地方競馬所属馬及び外国調教馬。また、地方競馬所属馬の出走は2頭までに限定されている。

## 歴史
- 1996年 - 東京競馬場の4歳（現3歳）限定の指定の芝2200mのダービートライアルのオープン特別競走、プリンシパルステークスとして施行。東京優駿への優先出走権は上位2着までの牡馬・牝馬。
- 2001年 - 馬齢表示の国際基準への変更に伴い、出走条件が「4歳」から「3歳」に変更。
- 2002年　- 金曜日での開催。
- 2003年
  - 施行距離を芝2000m、負担重量を馬齢に変更[3]。
- 2006年 - 蛯名正義が騎手として史上初の連覇。
- 2010年 - 東京優駿への優先出走権が1着の牡馬・牝馬に変更[4]。
- 2013年 - 混合競走に指定[5][6]。
- 2019年
  - 国際競走及びリステッド競走に指定される[7]。
  - 5月4日東京競馬第11競走にて施行予定であったが、天候不良により当競走を含む第10競走以降の後半3レース（10・11・12R）が中止となり、プリンシパルステークスのみ翌週の5月12日に順延となった[9]。（日曜日での施行は初めてである。）
- 2020年 - 新型コロナウイルス感染症（COVID-19）の感染拡大防止のため「無観客競馬」として実施[10]（2021年も同様[11]）。
- 2025年 - 施行日を2019年以来となる日曜日に変更され、天皇賞（春）と同日開催となる。

### 歴代優勝馬
コース種別を表記していない距離は、芝コースを表す。
優勝馬の馬齢は、現行表記に揃えている。 
| 施行日        | 競馬場 | 距離  | 条件       | 優勝馬             | 性齢 | タイム | 優勝騎手       | 管理調教師 | 馬主                                 |
| ------------- | ------ | ----- | ---------- | ------------------ | ---- | ------ | -------------- | ---------- | ------------------------------------ |
| 1996年5月11日 | 東京   | 2200m | オープン   | ダンスインザダーク | 牡3  | 2:13.9 | 武豊           | 橋口弘次郎 | （有）社台レースホース               |
| 1997年5月10日 | 東京   | 2200m | オープン   | サイレンススズカ   | 牡3  | 2:13.4 | 上村洋行       | 橋田満     | 永井啓弍                             |
| 1998年5月16日 | 東京   | 2200m | オープン   | タイキブライドル   | 牡3  | 2:13.8 | 岡部幸雄       | 伊藤正徳   | （有）大樹ファーム                   |
| 1999年5月15日 | 東京   | 2200m | オープン   | ブラックタキシード | 牡3  | 2:13.6 | 的場均         | 尾形充弘   | 金子真人                             |
| 2000年5月6日  | 東京   | 2200m | オープン   | トーホウシデン     | 牡3  | 2:13.9 | 蛯名正義       | 田中清隆   | 東豊物産（株）                       |
| 2001年5月4日  | 東京   | 2200m | オープン   | ミスキャスト       | 牡3  | 2:12.9 | 横山典弘       | 加藤敬二   | （有）ノースヒルズマネジメント       |
| 2002年5月3日  | 東京   | 2200m | オープン   | メガスターダム     | 牡3  | 2:14.6 | 松永幹夫       | 山本正司   | （有）ノースヒルズマネジメント       |
| 2003年5月10日 | 東京   | 2000m | オープン   | マイネルソロモン   | 牡3  | 2:01.2 | 後藤浩輝       | 国枝栄     | （株）サラブレッドクラブ・ラフィアン |
| 2004年5月8日  | 東京   | 2000m | オープン   | ピサノクウカイ     | 牡3  | 2:00.2 | D.オリヴァー   | 藤沢和雄   | 市川義美                             |
| 2005年5月7日  | 東京   | 2000m | オープン   | エイシンニーザン   | 牡3  | 2:01.2 | 蛯名正義       | 坂口正則   | 平井豊光                             |
| 2006年5月6日  | 東京   | 2000m | オープン   | ヴィクトリーラン   | 牡3  | 2:00.2 | 蛯名正義       | 田所清広   | 山本敏晴                             |
| 2007年5月5日  | 東京   | 2000m | オープン   | ゴールデンダリア   | 牡3  | 1:59.6 | 柴田善臣       | 二ノ宮敬宇 | 田中由子                             |
| 2008年5月10日 | 東京   | 2000m | オープン   | ベンチャーナイン   | 牡3  | 2:01.5 | 武士沢友治     | 小檜山悟   | 本杉芳郎                             |
| 2009年5月9日  | 東京   | 2000m | オープン   | ケイアイライジン   | 牡3  | 1:59.9 | 柴田善臣       | 尾形充弘   | （株）啓愛義肢材料販売所             |
| 2010年5月8日  | 東京   | 2000m | オープン   | ルーラーシップ     | 牡3  | 1:59.1 | 横山典弘       | 角居勝彦   | （有）サンデーレーシング             |
| 2011年5月7日  | 東京   | 2000m | オープン   | トーセンレーヴ     | 牡3  | 2:01.0 | C.ウィリアムズ | 池江泰寿   | 島川隆哉                             |
| 2012年5月5日  | 東京   | 2000m | オープン   | スピルバーグ       | 牡3  | 2:00.9 | 内田博幸       | 藤沢和雄   | 山本英俊                             |
| 2013年5月4日  | 東京   | 2000m | オープン   | サムソンズプライド | 牡3  | 2:01.4 | 田辺裕信       | 杉浦宏昭   | （有）シルク                         |
| 2014年5月10日 | 東京   | 2000m | オープン   | ベルキャニオン     | 牡3  | 2:01.0 | 戸崎圭太       | 堀宣行     | 金子真人ホールディングス（株）       |
| 2015年5月9日  | 東京   | 2000m | オープン   | アンビシャス       | 牡3  | 2:00.2 | C.ルメール     | 音無秀孝   | 近藤英子                             |
| 2016年5月7日  | 東京   | 2000m | オープン   | アジュールローズ   | 牡3  | 1:59.2 | H.ボウマン     | 古賀慎明   | （有）キャロットファーム             |
| 2017年5月6日  | 東京   | 2000m | オープン   | ダイワキャグニー   | 牡3  | 1:58.3 | 北村宏司       | 菊沢隆徳   | 大城敬三                             |
| 2018年5月5日  | 東京   | 2000m | オープン   | コズミックフォース | 牡3  | 1:58.2 | C.ルメール     | 国枝栄     | （有）サンデーレーシング             |
| 2019年5月12日 | 東京   | 2000m | リステッド | ザダル             | 牡3  | 1:58.3 | 石橋脩         | 大竹正博   | （有）キャロットファーム             |
| 2020年5月9日  | 東京   | 2000m | リステッド | ビターエンダー     | 牡3  | 1:59.8 | 津村明秀       | 相沢郁     | （株）ヒダカ・ブリーダーズ・ユニオン |
| 2021年5月8日  | 東京   | 2000m | リステッド | バジオウ           | 牡3  | 1:59.3 | 戸崎圭太       | 田中博康   | 鈴木剛史                             |
| 2022年5月7日  | 東京   | 2000m | リステッド | セイウンハーデス   | 牡3  | 1:59.0 | 幸英明         | 橋口慎介   | 西山茂行                             |
| 2023年5月6日  | 東京   | 2000m | リステッド | パクスオトマニカ   | 牡3  | 2:01.2 | 田辺裕信       | 久保田貴士 | 窪田芳郎                             |
| 2024年5月4日  | 東京   | 2000m | リステッド | ダノンエアズロック | 牡3  | 1:59.6 | J.モレイラ     | 堀宣行     | （有）ダノックス                     |
| 2025年5月4日  | 東京   | 2000m | リステッド | レディネス         | 牡3  | 1:59.3 | 横山典弘       | 昆貢       | 安原浩司                             |

### 各回競走結果の出典
- JRA年度別全成績
  - （2025年）“第2回 東京競馬 第4日” (PDF).   日本中央競馬会. p. 6. 2025年5月5日閲覧。（索引番号: 11047）
  - （2024年）“第2回 東京競馬 第5日” (PDF).   日本中央競馬会. p. 6. 2024年5月5日閲覧。（索引番号: 12059）
  - （2023年）“第2回 東京競馬 第5日” (PDF).   日本中央競馬会. p. 6. 2024年5月4日閲覧。（索引番号: 11059）
  - （2022年）“第2回 東京競馬 第5日” (PDF).   日本中央競馬会. p. 6. 2024年5月4日閲覧。（索引番号: 11059）
  - （2021年）“第2回 東京競馬 第5日” (PDF).   日本中央競馬会. p. 6. 2024年5月4日閲覧。（索引番号: 11059）
  - （2020年）“第2回 東京競馬 第5日” (PDF).   日本中央競馬会. p. 6. 2021年4月28日閲覧。（索引番号: 11059）
  - （2019年）
    - “第2回 東京競馬 第5日” (PDF).   日本中央競馬会. p. 6. 2021年4月28日閲覧。（中止）
    - “第2回 東京競馬 第8日” (PDF).   日本中央競馬会. p. 6. 2021年4月28日閲覧。（索引番号: 12091）

  - （2018年）“第2回 東京競馬 第5日” (PDF).   日本中央競馬会. p. 6. 2021年4月28日閲覧。（索引番号: 12059）
  - （2017年）“第2回 東京競馬 第5日” (PDF).   日本中央競馬会. p. 6. 2021年4月28日閲覧。（索引番号: 12059）
  - （2016年）“第2回 東京競馬 第5日” (PDF).   日本中央競馬会. p. 6. 2021年4月28日閲覧。（索引番号: 12059）
  - （2015年）“第2回 東京競馬 第5日” (PDF).   日本中央競馬会. p. 6. 2021年4月28日閲覧。（索引番号: 12059）
  - （2014年）“第2回 東京競馬 第5日” (PDF).   日本中央競馬会. p. 6. 2021年4月28日閲覧。（索引番号: 12059）
  - （2013年）“第2回 東京競馬 第5日” (PDF).   日本中央競馬会. p. 6. 2021年4月28日閲覧。（索引番号: 12059）
  - （2012年）“第2回 東京競馬 第5日” (PDF).   日本中央競馬会. p. 6. 2021年4月28日閲覧。（索引番号: 11059）
  - （2011年）“第2回 東京競馬 第5日” (PDF).   日本中央競馬会. p. 6. 2021年4月28日閲覧。（索引番号: 11059）
  - （2010年）“第2回 東京競馬 第5日” (PDF).   日本中央競馬会. p. 11. 2021年4月28日閲覧。（索引番号: 11059）
  - （2009年）“第2回 東京競馬 第5日” (PDF).   日本中央競馬会. p. 11. 2021年4月28日閲覧。（索引番号: 12059）
  - （2008年）“第2回 東京競馬 第5日” (PDF).   日本中央競馬会. p. 11. 2021年4月28日閲覧。（索引番号: 11059）
  - （2007年）“第2回 東京競馬 第5日” (PDF).   日本中央競馬会. p. 11. 2021年4月28日閲覧。（索引番号: 11059）
  - （2006年）“第2回 東京競馬 第5日” (PDF).   日本中央競馬会. p. 11. 2021年4月28日閲覧。（索引番号: 11059）
  - （2005年）“第2回 東京競馬成績集計表” (PDF).   日本中央競馬会. pp. 1282-1283. 2021年4月28日閲覧。（索引番号: 11059）
  - （2004年）“第2回 東京競馬成績集計表” (PDF).   日本中央競馬会. pp. 1279-1281. 2021年4月28日閲覧。（索引番号: 11059）
  - （2003年）“第1回 東京競馬成績集計表” (PDF).   日本中央競馬会. pp. 1271-1272. 2021年4月28日閲覧。（索引番号: 11059）
  - （2002年）“第3回 東京競馬成績集計表” (PDF).   日本中央競馬会. pp. 1128-1129. 2021年4月28日閲覧。（索引番号: 11059）
- netkeiba.com（2024年5月6日閲覧）	
  - 1996年、1997年、1998年、1999年、2000年、2001年、2002年、2003年、2004年、2005年、2006年、2007年、2008年、2009年、2010年、2011年、2012年、2013年、2014年、2015年、2016年、2017年、2018年、2019年、2020年、2021年、2022年、2023年、2024年